# Guanabara
A Guanabara foi um estado do Brasil de 1960 a 1975, que existiu no território correspondente à atual localização do município do Rio de Janeiro. Em sua área, esteve situado o antigo Distrito Federal. A palavra guanabara tem sua origem no tupi guaná-pará, que significa seio-mar. Sua sigla era GB e seu gentílico era guanabarino(a).

## História

Carlos Frederico Werneck de Lacerda, governador do Estado da Guanabara, comemora a criação do Estado da Guanabara no Palácio Tiradentes, Rio de Janeiro, GB.

Em 1834, a cidade do Rio de Janeiro, que em 1763 sucedeu Salvador como capital do Brasil colonial e depois imperial, foi compreendida no Município Neutro, permanecendo como capital do Império do Brasil, enquanto que Niterói passou a ser a capital da província do Rio de Janeiro. Em 1889, após a Proclamação da República do Brasil, a cidade do Rio de Janeiro continuou sendo a capital do Brasil e a província homônima foi transformada em estado. No dia 24 de fevereiro de 1891, mediante a promulgação da primeira constituição republicana do Brasil, o Município Neutro tornou-se o Distrito Federal. Com a mudança da capital do país para Brasília, o antigo Distrito Federal tornou-se o estado da Guanabara, de acordo com as disposições transitórias da Constituição de 1946 e da Lei Número 3 752, de 14 de abril de 1960 (Lei San Tiago Dantas).
Com o término da Era Vargas e o vislumbrar de uma nova fase política com o presidente Juscelino Kubitschek, iniciada em 1955, patrocinando a ocupação do interior do Brasil, que na prática eliminava o cenário político brasileiro das pressões sociopolíticas das grandes cidades e de setores políticos influentes, a construção de Brasília representava um baque nos interesses em jogo da elite carioca, pois minimizava o seu tranquilo status de centro das decisões políticas do país.
Diante dessa ameaça, com intensa mobilização entre os grupos políticos cariocas, ainda indecisa com os rumos que a cidade tomaria, optou-se pela criação do estado da Guanabara, com o estado do Rio de Janeiro que dá nome a capital, nas vizinhanças do jovem estado. Para alguns estudiosos, entretanto, o principal problema político não foi solucionado: a perda do poder político e econômico que os fluminenses possuíam até a Proclamação da República do Brasil, avizinhando-se um possível esvaziamento da cidade do Rio de Janeiro no mesmo sentido.
Em plebiscito realizado em 21 de abril de 1963, a população decidiu pela continuidade da existência de um único município na unidade federativa, mantendo-se nessa condição. O primeiro governador, José Sette Câmara Filho, foi nomeado pelo presidente da República e exerceu o cargo até 5 de dezembro de 1960, quando o passou para o primeiro governador eleito, Carlos Lacerda, que exerceu o cargo por cinco anos.
O Governo Lacerda dinamizou mudanças radicais na Guanabara, ao promover a remoção de favelas para outras regiões (e a consequente criação da Vila Kennedy, Vila Aliança e da Cidade de Deus), a construção da adutora do Rio Guandu para o abastecimento de água e uma série de modificações paisagísticas. Dentre as principais obras realizadas nesse período, destacam-se a abertura do Túnel Rebouças, o alargamento da Praia de Copacabana e a construção da maior parte do Parque Eduardo Gomes.
Nesse período, também foi organizada a Companhia Estadual de Telefones, cuja missão foi a de instalar serviço de telefones automáticos nos afastados subúrbios, como Irajá, Bento Ribeiro, Bangu, Campo Grande e Santa Cruz, na baixada de Jacarepaguá e na Barra da Tijuca, assim como na Ilha do Governador e na Ilha de Paquetá. Anos mais tarde a companhia estadual foi incorporada ao sistema telefônico fluminense, que, através da TELERJ, passou a atender o restante do estado após a fusão.
A pedido de Lacerda, foi efetuada a elaboração do Plano Doxiadis, conjunto de projetos ligados a área urbanística. A Linha Lilás foi a primeira a ser construída, entre as décadas de 1960/1970, e a Linha Verde foi apenas parcialmente construída. Já a Linha Vermelha e a Linha Amarela foram desengavetadas e concretizadas apenas na década de 1990; todas baseadas no plano que ainda previa as linhas Azul e Marrom.
Os outros governadores eleitos para exercer a chefia do Poder Executivo da Guanabara foram Francisco Negrão de Lima (de 1965 a 1971) e Antônio de Pádua Chagas Freitas (1971 a 1975), em cujo governo foi construído o emissário submarino de esgotos de Ipanema.
A condição desse estado permitiu que a Guanabara, mesmo depois de perder verbas federais com a transferência da capital federal para Brasília, desfrutasse de uma elevada receita per capita de dupla arrecadação com os impostos municipais e estaduais, o que lhe possibilitou o financiamento do grande número de obras públicas realizadas durante a década de 1960. Era um estado rico, ao contrário do vizinho estado do Rio de Janeiro, que era pobre, com uma economia que se esvaziava desde 1927 mesmo com a industrialização ocorrendo no eixo Rio-São Paulo.
Os investimentos efetuados foram considerados instrumentos de estímulo à reinserção da Guanabara num novo cenário político e econômico brasileiro. O governo federal tirou da gaveta a antiga ideia de uma ligação entre as cidades do Rio de Janeiro e Niterói por uma ponte, a qual seria em meados da década de 1970 usada como um símbolo da fusão. Foi construída, então, a Ponte Presidente Costa e Silva. Outros investimentos federais foram implementados no estado do Rio de Janeiro, como as usinas atômicas de Angra dos Reis. Porém, com a fusão, a cidade do Rio de Janeiro teve sua economia fortemente afetada pela fraca economia do estado do Rio de Janeiro.
Pela lei complementar número 20, de 1 de julho de 1974, durante a presidência do general Ernesto Geisel, decidiu-se realizar a fusão (termo usado na Lei) dos estados da Guanabara e do Rio de Janeiro, a partir de 15 de março de 1975, mantendo a denominação de estado do Rio de Janeiro, voltando-se à situação territorial de antes da criação do Município Neutro, com a cidade do Rio de Janeiro também voltando a ser a capital fluminense.

## Movimentos contrários à fusão
Em 2004, às vésperas do aniversário de trinta anos da fusão, o político Alfredo Sirkis lançou um movimento pela recriação do estado da Guanabara, o "Autonomia Carioca", por considerar que a fusão dos dois estados foi prejudicial à cidade do Rio de Janeiro. O movimento propunha a realização de um referendo para decidir o tema. Em seu site na internet, foram recolhidas 2 473 assinaturas.
Um dos fatores que prejudicaram o movimento pela desfusão (um estado se divide em dois novos e deixa de existir) ou desincorporação (uma parte do estado vira um novo, com o antigo ainda existindo, mas com menor tamanho) foi o fato de que, atualmente, essa proposta é extremamente impopular (e até desconhecida) entre a população, tanto da antiga cidade quanto do antigo estado do Rio de Janeiro, devido ao custo da desfusão ou desincorporação.
Em 2008, outro movimento, chamado "O Rio Decide", lançou uma nova campanha pela desincorporação.

## Governadores
- 1960: José Sette Câmara Filho
- 1960–1965: Carlos Frederico Werneck de Lacerda
- 1965–1965: Raphael de Almeida Magalhães (interino)
- 1965–1971: Francisco Negrão de Lima
- 1971–1975: Antônio de Pádua Chagas Freitas

### Vice-governadores
- 1961–1964: Elói Dutra (cassado pelo regime militar)
- 1965–1971: Rubens Berardo
- 1971–1975: Erasmo Martins Pedro